# کروبیلوکو
کروبیلوکو (به لهستانی:  Krobielewko) یک روستا در لهستان است که در گمینا سکویژنا واقع شده‌است.
 کروبیلوکو  ۱۶۰ نفر جمعیت دارد.